# أوركسترا برلين الفيلهارمونية

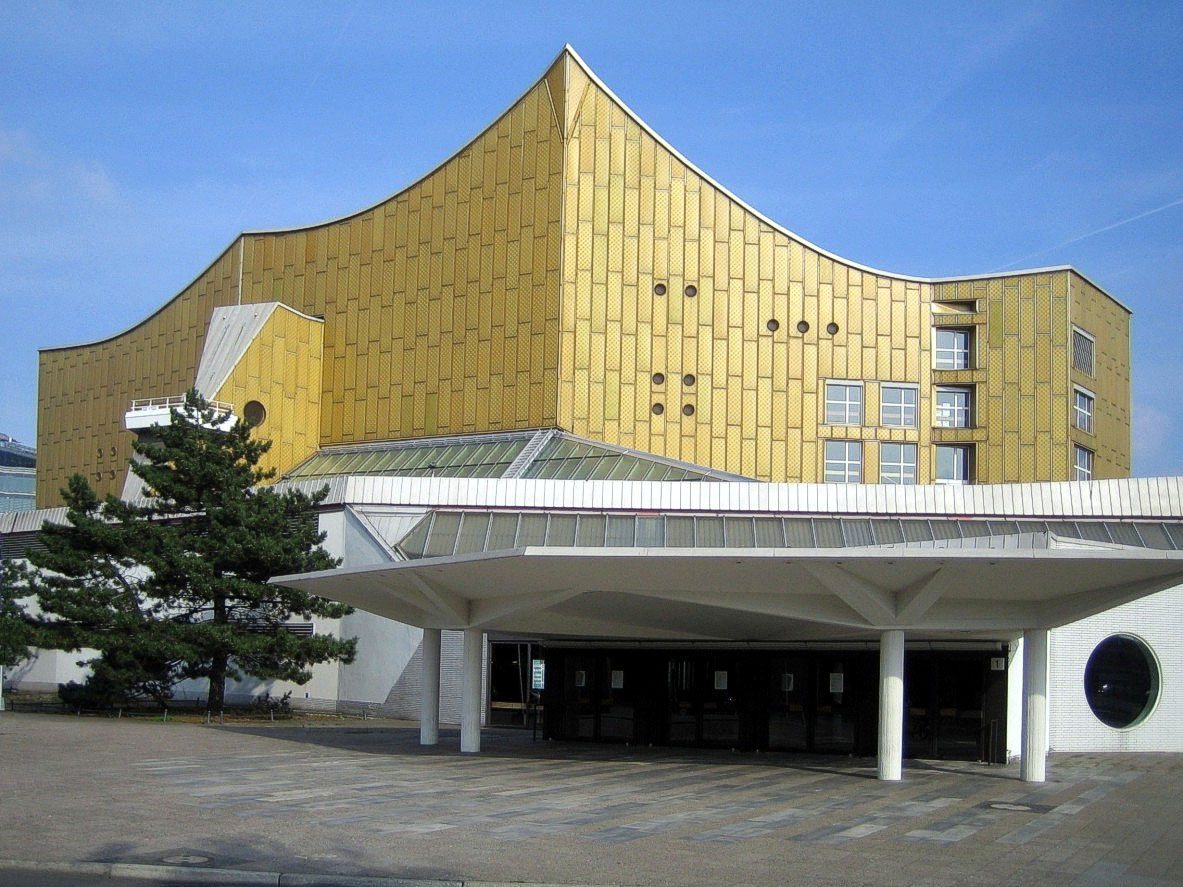
مسرح برلين فيلهارموني في برلين، وهو مقر أوركسترا برلين الفيلهارمونية.

أوركسترا برلين الفيلهارمونية أو برلين فيلهارمونيك (بالإنجليزية: Berlin Philharmonic ؛ (بالألمانية: Berliner Philharmoniker) هي أوركسترا عالمية تأسست عام 1882، يقع مقرها الدائم في مسرح برلين فيلهارموني في مدينة برلين، ألمانيا. ويقودها السير سيمون راتل منذ عام 2002 حتى عام 2018، كما يبلغ عدد العازفين الإجمالي فيها 123 عازفًا.
تُعد برلين فيلهارمونيك من الفرق المميزة في العالم على مستوى الموسيقى الكلاسيكية، إذ تم تصنيفها في عام 2006 كواحد من أفضل الفرق الأوربيّة بعد أوركسترا فينا فيلهارمونيك وأوركسترا كونسرتغيبو الملكية. بينما احتلت المركز الثاني كأفضل أوركسترا في العالم في عام 2008، بعد استفتاء تم بين نقاد موسيقيين عالميين نظمته مجلة غراموفون البريطانية.
يُشار بالذكر إلى أن أوركسترا برلين فيلهارمونيك تقوم بدعم العديد من فرق موسيقى الحجرة. وتقوم بلدية برلين بدعم الفرقة ماليًا بالشراكة مع دويتشه بنك.

## معرض صور

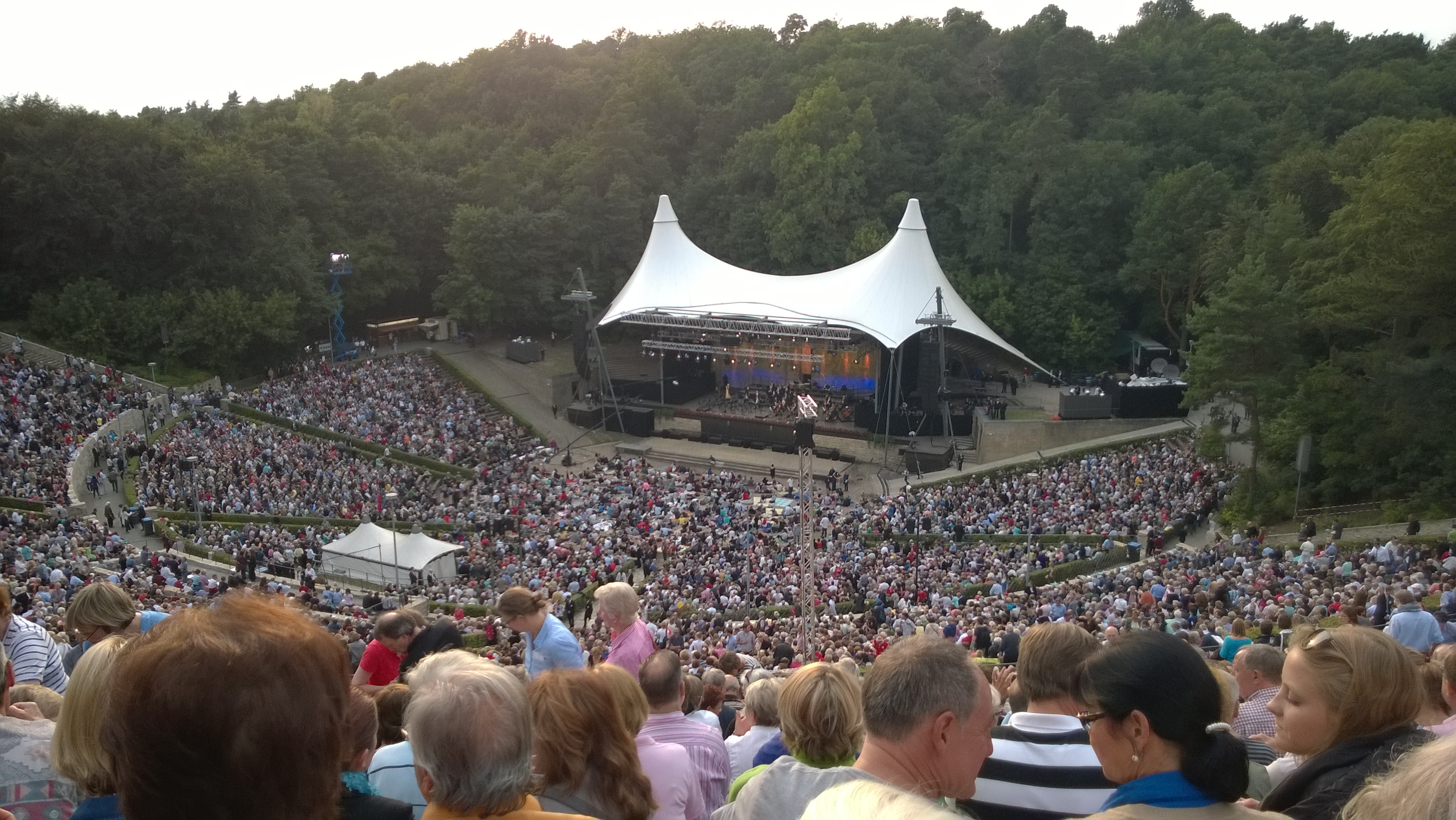
أحد حفلات الأوركسترا في برلين، 2014.
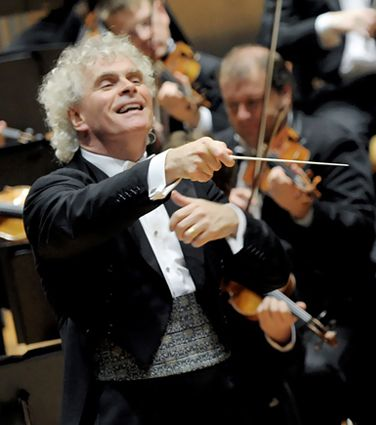
سيمون راتل، قائد الأوركسترا منذ 2002.
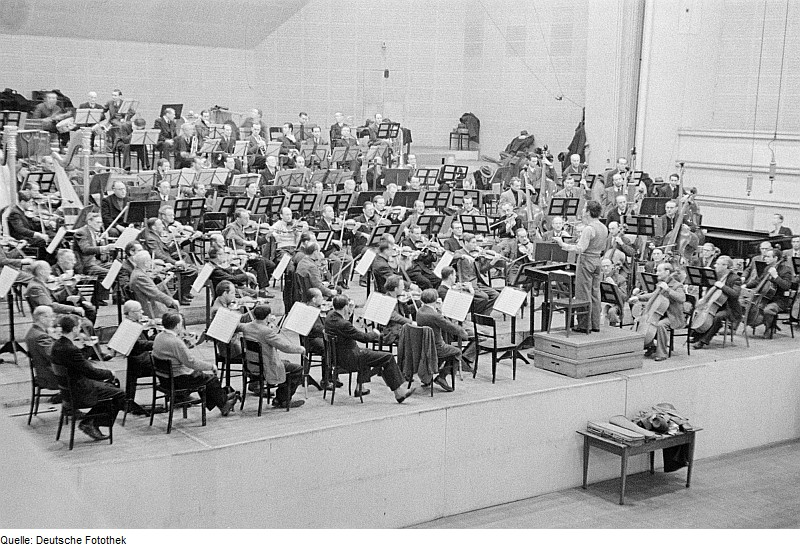
الأوركسترا عام 1946.

## روابط خارجية
- أوركسترا برلين الفيلهارمونية على موقع IMDb (الإنجليزية)
- أوركسترا برلين الفيلهارمونية على موقع الموسوعة البريطانية (الإنجليزية)
- أوركسترا برلين الفيلهارمونية على موقع ميوزك برينز (الإنجليزية)
- أوركسترا برلين الفيلهارمونية على موقع أول ميوزيك (الإنجليزية)
- أوركسترا برلين الفيلهارمونية على موقع ديسكوغز (الإنجليزية)